# Overgrown
Overgrown is het tweede studioalbum van de Britse singer-songwriter en producer James Blake, dat werd uitgebracht op 5 april 2013 bij Polydor, A&M Records en ATLAS Records.

## Tracklist
| 1.                 | Overgrown                    | James Blake                     | 5:00 |
| 2.                 | I Am Sold                    | Blake                           | 4:04 |
| 3.                 | Life Round Here              | Blake                           | 3:37 |
| 4.                 | Take a Fall for Me (met RZA) | Blake                           | 3:33 |
| 5.                 | Retrograde                   | Blake                           | 3:43 |
| 6.                 | DLM                          | Blake                           | 2:25 |
| 7.                 | Digital Lion                 | Blake, Brian Eno, Rob McAndrews | 4:45 |
| 8.                 | Voyeur                       | Blake                           | 4:17 |
| 9.                 | To the Last                  | Blake                           | 4:19 |
| 10.                | Our Love Comes Back          | Blake                           | 3:39 |
| Totale duur: 39:22 |                              |                                 |      |

## Medewerkers
Muzikanten
- James Blake – zang, piano, keyboard
- Brian Eno (nummer 9)
- RZA – tekst (nummer 4)

## Hitnoteringen

### NederlandseAlbum Top 100
| Positie: | 32 | 46 | 61 | 67 | 89 | 70 | uit |

### VlaamseUltratop 200Albums
| Hitnotering (week 1 t/m 12): 13-04-2013 t/m 29-06-2013 Hitnotering (week 13 t/m 24): 13-07-2013 t/m 28-09-2013 Hitnotering (week 25 t/m 26): 19-10-2013 t/m 26-10-2013 Hitnotering (week 27): 09-11-2013 Hitnotering (week 28): 28-12-2013 Hitnotering (week 29 t/m 30): 18-01-2014 t/m 25-01-2014 | Hitnotering (week 1 t/m 12): 13-04-2013 t/m 29-06-2013 Hitnotering (week 13 t/m 24): 13-07-2013 t/m 28-09-2013 Hitnotering (week 25 t/m 26): 19-10-2013 t/m 26-10-2013 Hitnotering (week 27): 09-11-2013 Hitnotering (week 28): 28-12-2013 Hitnotering (week 29 t/m 30): 18-01-2014 t/m 25-01-2014 | Hitnotering (week 1 t/m 12): 13-04-2013 t/m 29-06-2013 Hitnotering (week 13 t/m 24): 13-07-2013 t/m 28-09-2013 Hitnotering (week 25 t/m 26): 19-10-2013 t/m 26-10-2013 Hitnotering (week 27): 09-11-2013 Hitnotering (week 28): 28-12-2013 Hitnotering (week 29 t/m 30): 18-01-2014 t/m 25-01-2014 | Hitnotering (week 1 t/m 12): 13-04-2013 t/m 29-06-2013 Hitnotering (week 13 t/m 24): 13-07-2013 t/m 28-09-2013 Hitnotering (week 25 t/m 26): 19-10-2013 t/m 26-10-2013 Hitnotering (week 27): 09-11-2013 Hitnotering (week 28): 28-12-2013 Hitnotering (week 29 t/m 30): 18-01-2014 t/m 25-01-2014 | Hitnotering (week 1 t/m 12): 13-04-2013 t/m 29-06-2013 Hitnotering (week 13 t/m 24): 13-07-2013 t/m 28-09-2013 Hitnotering (week 25 t/m 26): 19-10-2013 t/m 26-10-2013 Hitnotering (week 27): 09-11-2013 Hitnotering (week 28): 28-12-2013 Hitnotering (week 29 t/m 30): 18-01-2014 t/m 25-01-2014 | Hitnotering (week 1 t/m 12): 13-04-2013 t/m 29-06-2013 Hitnotering (week 13 t/m 24): 13-07-2013 t/m 28-09-2013 Hitnotering (week 25 t/m 26): 19-10-2013 t/m 26-10-2013 Hitnotering (week 27): 09-11-2013 Hitnotering (week 28): 28-12-2013 Hitnotering (week 29 t/m 30): 18-01-2014 t/m 25-01-2014 | Hitnotering (week 1 t/m 12): 13-04-2013 t/m 29-06-2013 Hitnotering (week 13 t/m 24): 13-07-2013 t/m 28-09-2013 Hitnotering (week 25 t/m 26): 19-10-2013 t/m 26-10-2013 Hitnotering (week 27): 09-11-2013 Hitnotering (week 28): 28-12-2013 Hitnotering (week 29 t/m 30): 18-01-2014 t/m 25-01-2014 | Hitnotering (week 1 t/m 12): 13-04-2013 t/m 29-06-2013 Hitnotering (week 13 t/m 24): 13-07-2013 t/m 28-09-2013 Hitnotering (week 25 t/m 26): 19-10-2013 t/m 26-10-2013 Hitnotering (week 27): 09-11-2013 Hitnotering (week 28): 28-12-2013 Hitnotering (week 29 t/m 30): 18-01-2014 t/m 25-01-2014 | Hitnotering (week 1 t/m 12): 13-04-2013 t/m 29-06-2013 Hitnotering (week 13 t/m 24): 13-07-2013 t/m 28-09-2013 Hitnotering (week 25 t/m 26): 19-10-2013 t/m 26-10-2013 Hitnotering (week 27): 09-11-2013 Hitnotering (week 28): 28-12-2013 Hitnotering (week 29 t/m 30): 18-01-2014 t/m 25-01-2014 | Hitnotering (week 1 t/m 12): 13-04-2013 t/m 29-06-2013 Hitnotering (week 13 t/m 24): 13-07-2013 t/m 28-09-2013 Hitnotering (week 25 t/m 26): 19-10-2013 t/m 26-10-2013 Hitnotering (week 27): 09-11-2013 Hitnotering (week 28): 28-12-2013 Hitnotering (week 29 t/m 30): 18-01-2014 t/m 25-01-2014 | Hitnotering (week 1 t/m 12): 13-04-2013 t/m 29-06-2013 Hitnotering (week 13 t/m 24): 13-07-2013 t/m 28-09-2013 Hitnotering (week 25 t/m 26): 19-10-2013 t/m 26-10-2013 Hitnotering (week 27): 09-11-2013 Hitnotering (week 28): 28-12-2013 Hitnotering (week 29 t/m 30): 18-01-2014 t/m 25-01-2014 | Hitnotering (week 1 t/m 12): 13-04-2013 t/m 29-06-2013 Hitnotering (week 13 t/m 24): 13-07-2013 t/m 28-09-2013 Hitnotering (week 25 t/m 26): 19-10-2013 t/m 26-10-2013 Hitnotering (week 27): 09-11-2013 Hitnotering (week 28): 28-12-2013 Hitnotering (week 29 t/m 30): 18-01-2014 t/m 25-01-2014 | Hitnotering (week 1 t/m 12): 13-04-2013 t/m 29-06-2013 Hitnotering (week 13 t/m 24): 13-07-2013 t/m 28-09-2013 Hitnotering (week 25 t/m 26): 19-10-2013 t/m 26-10-2013 Hitnotering (week 27): 09-11-2013 Hitnotering (week 28): 28-12-2013 Hitnotering (week 29 t/m 30): 18-01-2014 t/m 25-01-2014 | Hitnotering (week 1 t/m 12): 13-04-2013 t/m 29-06-2013 Hitnotering (week 13 t/m 24): 13-07-2013 t/m 28-09-2013 Hitnotering (week 25 t/m 26): 19-10-2013 t/m 26-10-2013 Hitnotering (week 27): 09-11-2013 Hitnotering (week 28): 28-12-2013 Hitnotering (week 29 t/m 30): 18-01-2014 t/m 25-01-2014 | Hitnotering (week 1 t/m 12): 13-04-2013 t/m 29-06-2013 Hitnotering (week 13 t/m 24): 13-07-2013 t/m 28-09-2013 Hitnotering (week 25 t/m 26): 19-10-2013 t/m 26-10-2013 Hitnotering (week 27): 09-11-2013 Hitnotering (week 28): 28-12-2013 Hitnotering (week 29 t/m 30): 18-01-2014 t/m 25-01-2014 | Hitnotering (week 1 t/m 12): 13-04-2013 t/m 29-06-2013 Hitnotering (week 13 t/m 24): 13-07-2013 t/m 28-09-2013 Hitnotering (week 25 t/m 26): 19-10-2013 t/m 26-10-2013 Hitnotering (week 27): 09-11-2013 Hitnotering (week 28): 28-12-2013 Hitnotering (week 29 t/m 30): 18-01-2014 t/m 25-01-2014 | Hitnotering (week 1 t/m 12): 13-04-2013 t/m 29-06-2013 Hitnotering (week 13 t/m 24): 13-07-2013 t/m 28-09-2013 Hitnotering (week 25 t/m 26): 19-10-2013 t/m 26-10-2013 Hitnotering (week 27): 09-11-2013 Hitnotering (week 28): 28-12-2013 Hitnotering (week 29 t/m 30): 18-01-2014 t/m 25-01-2014 | Hitnotering (week 1 t/m 12): 13-04-2013 t/m 29-06-2013 Hitnotering (week 13 t/m 24): 13-07-2013 t/m 28-09-2013 Hitnotering (week 25 t/m 26): 19-10-2013 t/m 26-10-2013 Hitnotering (week 27): 09-11-2013 Hitnotering (week 28): 28-12-2013 Hitnotering (week 29 t/m 30): 18-01-2014 t/m 25-01-2014 | Hitnotering (week 1 t/m 12): 13-04-2013 t/m 29-06-2013 Hitnotering (week 13 t/m 24): 13-07-2013 t/m 28-09-2013 Hitnotering (week 25 t/m 26): 19-10-2013 t/m 26-10-2013 Hitnotering (week 27): 09-11-2013 Hitnotering (week 28): 28-12-2013 Hitnotering (week 29 t/m 30): 18-01-2014 t/m 25-01-2014 | Hitnotering (week 1 t/m 12): 13-04-2013 t/m 29-06-2013 Hitnotering (week 13 t/m 24): 13-07-2013 t/m 28-09-2013 Hitnotering (week 25 t/m 26): 19-10-2013 t/m 26-10-2013 Hitnotering (week 27): 09-11-2013 Hitnotering (week 28): 28-12-2013 Hitnotering (week 29 t/m 30): 18-01-2014 t/m 25-01-2014 | Hitnotering (week 1 t/m 12): 13-04-2013 t/m 29-06-2013 Hitnotering (week 13 t/m 24): 13-07-2013 t/m 28-09-2013 Hitnotering (week 25 t/m 26): 19-10-2013 t/m 26-10-2013 Hitnotering (week 27): 09-11-2013 Hitnotering (week 28): 28-12-2013 Hitnotering (week 29 t/m 30): 18-01-2014 t/m 25-01-2014 | Hitnotering (week 1 t/m 12): 13-04-2013 t/m 29-06-2013 Hitnotering (week 13 t/m 24): 13-07-2013 t/m 28-09-2013 Hitnotering (week 25 t/m 26): 19-10-2013 t/m 26-10-2013 Hitnotering (week 27): 09-11-2013 Hitnotering (week 28): 28-12-2013 Hitnotering (week 29 t/m 30): 18-01-2014 t/m 25-01-2014 |
| Week: | 1 | 2 | 3 | 4 | 5 | 6 | 7 | 8 | 9 | 10 | 11 | 12 | | 13 | 14 | 15 | 16 | 17 | 18 | 19 | |
| --- | --- | --- | --- | --- | --- | --- | --- | --- | --- | --- | --- | --- | --- | --- | --- | --- | --- | --- | --- | --- | --- |
| Positie: | 12 | 14 | 19 | 25 | 47 | 58 | 68 | 69 | 93 | 91 | 130 | 119 | uit | 100 | 76 | 102 | 113 | 114 | 162 | 154 | |
| Week: | 21 | 22 | 23 | 24 | | 25 | 26 | | 27 | | 28 | | 29 | 30 | | | | | | | |
| Positie: | 103 | 127 | 166 | 140 | 162 | uit | 152 | 168 | uit | 164 | uit | 193 | uit | 159 | 136 | uit | | | | | |